# Hans Henning von der Osten
Pour les articles homonymes, voir Osten.
Hans Henning von der Osten, né le 31 octobre 1899 à Potsdam et mort le 30 juin 1960 à Uppsala, est un archéologue allemand, spécialiste du Proche-Orient ancien. 

## Biographie
Après la fin de ses études secondaires pendant la Première Guerre mondiale, il est enrôlé en 1917 dans l'armée et envoyé au front occidental. Il demeure dans la Reichswehr après la guerre et peut étudier à l'université Frédéric-Guillaume de Berlin où il se spécialise en archéologie, en assyriologie, en archéologie d'Asie Mineure et en histoire classique. Il compte parmi ses professeurs Eduard Meyer et Friedrich Delitzsch, et parmi ses condisciples notamment Emil Forrer et Ernst Friedrich Weidner. Hans Henning von der Osten est officier de liaison pendant les événements agités de l'occupation de la Ruhr. Il s'arrête chez Oskar Hauenstein à Elberfeld, afin de rassembler du matériel qui puisse être utilisé à des fins de propagande contre l'occupation des Français de la Ruhr. En 1922, il part poursuivre ses études aux États-Unis, d'abord à New York, puis à Chicago.
Hans Henning von der Osten dirige en 1927 l'expédition archéologique d'Anatolie organisée par l'Oriental Institute de l'université de Chicago, avec Erich Friedrich Schmidt comme adjoint. Il enseigne à l'université d'Ankara de 1936 à 1939, et compte parmi ses étudiants Tahsin Özgüç. En 1951, il enseigne à l'université d'Uppsala en Suède, dont il est fait docteur honoris causa en 1959.
Il a deux enfants de sa première femme, Maria Isabel Baptista : Erimar von der Osten et Leopoldo von der Osten.
Il est élu en 1960 premier directeur du bureau de Téhéran de l'institut archéologique allemand, mais il meurt avant d'entrer en fonction.

## Fouilles archéologiques
- Sinda, Chypre 1947–1948, avec Arne Furumark,
- Tilbeşar, Anatolie, années 1920,
- Alışar Höyük, Anatolie, 1927–1932,
- Tell eṣ-Ṣaliḥiyeh, Syrie, 1953,
- Takht-e Soleyman, Iran septentrional, 1959, avec Rudolf Naumann.

## Quelques publications
- (de) Die Welt der Perser. G. Kilpper, Stuttgart 1956.
- (de) Die Grabung von Tell eṣ-Ṣaliḥiyeh. Svenska Syrienexpedition 1952–1953. Svenska Institutet i Athen, Uppsala, 1956.
- (en) Ancient Oriental Seals in the Collection of Mr. Edward T. Newell. The University of Chicago Press, Chicago 1934. The University of Chicago Oriental Institute Publications; Vol. XXII (Texte en ligne).
- (de) Altorientalische Siegelsteine der Sammlung Hans Silvius von Aulock. Almquist & Wiksell 1957. Studia Ethnographica Upsaliensia XIII.
- (de) En collaboration avec Rudolf Naumann, Takht-i-Suleiman. Mann, Berlin, 1961.
- (en) Explorations in Hittite Asia Minor. 1929 (OIC 8, Chicago 1929), 76–77.
- (en) Discoveries in Anatolia 1930–31. Oriental Institute of The University of Chicago Press, Chicago, 1933.
- (en) Four Sculptures from Marash, in: Metropolitan Museum Studies 21, 1929, pp. 112–132.
- (en) Aghaya Kaleh, in: The American Journal of Semitic Languages and Literatures 45, 1929, pp. 275–278.
- (en) Seven Parthian Statuettes, in: The Art Bulletin 8, 1926, pp. 169–174.
- (en) The Ancient Seals from the Near East in the Metropolitan Museum: Old and Middle Persian Seals, in: The Art Bulletin 13, 1931, pp. 221–224.